# 2024년 인도네시아 대통령 선거
2024년 2월 14일 인도네시아 공화국에서 대통령 선거가 총선 및 지방자치단체장 선거와 함께 치러졌다. 당시 대통령 조코 위도도는 헌법상 3선에 출마할 수 없었다.
3월 20일, 인도네시아 선거관리위원회는 프라보워 수비안토 후보가 9,600만 표 이상을 얻어 승리했다고 발표하였다. 프라보워와 부통령 후보인 기브란 라카부밍 라카는 2024년 10월 20일 공식 취임함으로써 임기를 시작하였다.

## 배경

2024년 대선 홍보 로고

2014년과 2019년 대선에는 수실로 밤방 유도요노 행정부를 지지하는 정당의 지명을 받은 프라보워 수비안토와 야당의 지원을 받아 이후 당선된 조코 위도도(약칭 조코위)가 출마하였다. 조코위는 2019년 5월 21일 치러진 대선에서 55.5%의 득표율로 재선에 성공함으로써 2기 정부를 출범시켰다.
인도네시아 대통령은 5년마다 선출되며 2004년부터는 대통령 직선제가 시행되었다. 1945년 인도네시아 공화국 헌법 제7조에 의거, 조코위 대통령은 3연임을 할 수 없어 출마하지 않았다.

## 선거제
총선거 기간은 인도네시아 공화국 헌법 제6A조, 제22E조 및 총선거법에 따라 규정된다. 대통령 및 부통령 후보 쌍은 하원 의석의 20% 이상 또는 이전 하원 총선에서 25% 이상의 국민 투표를 획득한 정당 또는 정당 연합에서 추천하도록 되어 있다.

## 후보자

### 아니스-무하이민
| 1                             |                                    |
| 아니스 바스웨단               | 무하이민 이스칸다르                |
| 대통령 후보                   | 부통령 후보                        |
| 중앙                          | 중앙                               |
| 자카르타 주지사 (2017~2022년) | 하원 부의장 (1999~2009년, 2019년~) |

전 자카르타 주지사(2017년~2022년)이자 교육문화부 장관 (2014년~2016년)이었던 아니스 바스웨단은 정당이 지명한 최초의 대선 후보가 되었으며, 국민민주당 전국 실무 회의 결과에서 추천을 받았다.

### 프라보워-기브란
| 2                     |                                 |
| 프라보워 수비안토     | 기브란 라카부밍 라카            |
| 대통령 후보           | 부통령 후보                     |
|                       |                                 |
| 국방부 장관 (2019년~) | 수라카르타 주지사 (2021~2024년) |

국방부 장관 프라보워 수비안토 2022년 8월 12일 위대한 인도네시아 운동당의 대선 후보로 지명됨에 따라이번 대선은 프라보워가 2009년 대선의 메가와티 수카르노푸트리 부통령 후보였던 이후 네 번째 대선 출마가 되었다.
2023년 10월 22일, 조코 위도도 대통령의 장남이자 남부 수라카르타 시장인 36세의 기브란 라카부밍 라카가 부통령 후보로 지명되었다. 기존 인도네시아 선거법에 의거, 40세 이상 시민권자에게만 대선 출마 자격이 주어지는데 조코위 대통령의 처남을 소장으로 하는 헌법재판소가 선출직 경험자에 한해 내년도(2024년) 대선에서 후보자 연령 제한 조건을 폐지한다고 판결함에 따라 이루어졌다.

## 결과
개표 결과 프라보워 후보가 9630만 득표, 58.6%의 득표율을 기록하여 당선되었다. 인도네시아 38개 주 가운데 36개 주에서 1위를 차지했다. 아니스 바스웨단 후보는 24.9%를, 간자르 프라노워 후보는 16.5%를 득표하였다. 프라보워 후보가 1차 투표에서 과반을 얻음에 따라 결선 투표는 치러지지 않았다. 아니스 후보자와 간자르 후보자는 부정선거 의혹을 제기하기도 하였다.
"투표권을 행사한 인도네시아 국민 모두에게 감사를 전합니다."— 당선 후 집 밖에서 지지자들의 환호를 받으며